# Unità di misura di Planck derivate
Le unità di misura di Planck derivate sono quelle unità di misura derivate dalla combinazione delle unità di Planck fondamentali, come la lunghezza, la massa e il tempo. 

## Tabella
| Dimensione                                        | Formula | Espressione | Espressione | Valore, nel SI approssimata | Valore, nel SI approssimata |
| Dimensione                                        | Formula | Versione di Lorentz–Heaviside | Versione gaussiana | Valore nel SI Lorentz-Heaviside | Valore nel SI Gaussiana |
| Proprietà meccanico-fisiche                       | Proprietà meccanico-fisiche                                                                                              | Proprietà meccanico-fisiche | Proprietà meccanico-fisiche | Proprietà meccanico-fisiche | Proprietà meccanico-fisiche |
| ------------------------------------------------- | --- | --- | --- | --- | --- |
| Area di Planck                                    | Area {\displaystyle \left[L\right]^{2}}                                                                                  | {\displaystyle l_{\text{P}}^{2}={\frac {4\pi \hbar G}{c^{3}}}} | {\displaystyle l_{\text{P}}^{2}={\frac {\hbar G}{c^{3}}}} | {\displaystyle 3,282688\cdot 10^{-69}\;m^{2}} | {\displaystyle 2,612280\cdot 10^{-70}\;m^{2}} |
| Volume di Planck                                  | Volume {\displaystyle \left[L\right]^{3}}                                                                                | {\displaystyle l_{\text{P}}^{3}={\sqrt {\frac {64\pi ^{3}\hbar ^{3}G^{3}}{c^{9}}}}} | {\displaystyle l_{\text{P}}^{3}=\left({\frac {\hbar G}{c^{3}}}\right)^{\frac {3}{2}}={\sqrt {\frac {\hbar ^{3}G^{3}}{c^{9}}}}} | {\displaystyle 1,880808\cdot 10^{-103}\;m^{3}} | {\displaystyle 4,222111\cdot 10^{-105}\;m^{3}}                                                                                                   |
| Velocità di Planck                                | Velocità {\displaystyle \left[L\right]\left[T\right]^{-1}}                                                               | {\displaystyle v_{\text{P}}={\frac {l_{\text{P}}}{t_{\text{P}}}}=c} | {\displaystyle v_{\text{P}}={\frac {l_{\text{P}}}{t_{\text{P}}}}=c} | {\displaystyle 299.792.458\;{\frac {m}{s}}} | {\displaystyle 299.792.458\;{\frac {m}{s}}} |
| Planck Angolare                                   | Radiante {\displaystyle \left[L\right]\left[L\right]^{-1}\to }adimensionale                                              | {\displaystyle \theta _{\text{P}}={\frac {l_{\text{P}}}{l_{\text{P}}}}=1} | {\displaystyle \theta _{\text{P}}={\frac {l_{\text{P}}}{l_{\text{P}}}}=1} | {\displaystyle 1\;\mathrm {rad} } | {\displaystyle 1\;\mathrm {rad} } |
| Planck steradiante                                | Angolo solido {\displaystyle \left[L\right]^{2}\left[L\right]^{-2}\to } adimensionale                                    | {\displaystyle \theta _{\text{P}}^{2}={\frac {l_{\text{P}}^{2}}{l_{\text{P}}^{2}}}=1} | {\displaystyle \theta _{\text{P}}^{2}={\frac {l_{\text{P}}^{2}}{l_{\text{P}}^{2}}}=1} | {\displaystyle 1\;\mathrm {sr} } | {\displaystyle 1\;\mathrm {sr} } |
| Quantità di moto di Planck                        | Quantità di moto {\displaystyle \left[L\right]\left[M\right]\left[T\right]^{-1}}                                         | {\displaystyle m_{\text{P}}c={\frac {\hbar }{l_{\text{P}}}}={\sqrt {\frac {\hbar c^{3}}{4\pi G}}}} | {\displaystyle m_{\text{P}}c={\frac {\hbar }{l_{\text{P}}}}={\sqrt {\frac {\hbar c^{3}}{G}}}} | {\displaystyle 1,840608\;\mathrm {N} \cdot s} | {\displaystyle 6,524785\;kg\cdot {\frac {m}{s}}}                                                                                                 |
| Energia di Planck                                 | Energia {\displaystyle \left[M\right]\left[L\right]^{2}\left[T\right]^{-2}}                                              | {\displaystyle E_{\text{P}}=m_{\text{P}}v_{\text{P}}^{2}={\frac {\hbar }{t_{\text{P}}}}={\sqrt {\frac {\hbar c^{5}}{4\pi G}}}} | {\displaystyle E_{\text{P}}={{m}_{\text{P}}}{{c}^{2}}={\frac {\hbar }{{t}_{\text{P}}}}={\sqrt {\frac {\hbar {{c}^{5}}}{G}}}} | {\displaystyle 5.518004\cdot 10^{8}\;\mathrm {J} }{\displaystyle 153,278\;k\mathrm {W} \cdot h} {\displaystyle 3,444067\cdot 10^{18}Ge\mathrm {V} } | {\displaystyle 1,956081\cdot 10^{9}\mathrm {J} }{\displaystyle 543,356\;k\mathrm {W} \cdot h} {\displaystyle 1,220890\cdot 10^{28}e\mathrm {V} } |
| Forza di Planck                                   | Forza {\displaystyle \left[M\right]\left[L\right]\left[T\right]^{-2}}                                                    | {\displaystyle F_{\text{P}}=m_{\text{P}}a_{\text{P}}={\frac {m_{\text{P}}c}{t_{\text{P}}}}={\frac {c^{4}}{4\pi G}}} | {\displaystyle {{F}_{\text{P}}}={\frac {{E}_{\text{P}}}{{l}_{\text{P}}}}={\frac {\hbar }{{{l}_{\text{P}}}{{t}_{\text{P}}}}}={\frac {{c}^{4}}{G}}} | {\displaystyle 9,630908\cdot 10^{42}\;\mathrm {N} }                                                                                                 | {\displaystyle 1,210256\cdot 10^{44}\;\mathrm {N} }                                                                                              |
| Potenza di Planck                                 | Potenza {\displaystyle \left[M\right]\left[L\right]^{2}\left[T\right]^{-3}}                                              | {\displaystyle P_{\text{P}}={\frac {E_{\text{P}}}{t_{\text{P}}}}={\frac {\hbar }{t_{\text{P}}^{2}}}={\frac {c^{5}}{4\pi G}}} | {\displaystyle P_{\text{P}}={\frac {E_{\text{P}}}{t_{\text{P}}}}={\frac {c^{5}}{G}}} | {\displaystyle 2,887274\cdot 10^{51}\;\mathrm {W} }                                                                                                 | {\displaystyle 3,628255\cdot 10^{52}\;\mathrm {W} }                                                                                              |
| Intensità radiante di Planck                      | Intensità angolare {\displaystyle \left[L\right]^{2}\left[M\right]\left[T\right]^{-3}}                                   | {\displaystyle {\frac {P_{\text{P}}}{\theta _{\text{P}}^{2}}}={\frac {c^{5}}{4\pi G}}} | {\displaystyle \iota _{\text{P}}={\frac {P_{\text{P}}}{\theta _{\text{P}}^{2}}}={\frac {c^{5}}{G}}} | {\displaystyle 2,887274\cdot 10^{51}\;{\frac {\mathrm {W} }{\mathrm {sr} }}}                                                                        | {\displaystyle 3,628255\cdot 10^{52}\;{\frac {\mathrm {W} }{\mathrm {sr} }}}                                                                     |
| Intensità di Planck                               | Intensità {\displaystyle \left[M\right]\left[T\right]^{-3}}                                                              | {\displaystyle i_{\text{P}}={\frac {P_{\text{P}}}{l_{\text{P}}^{2}}}={\frac {c^{8}}{16\pi ^{2}\hbar G^{2}}}} | {\displaystyle i_{\text{P}}=\rho _{\text{P}}^{E}c={\frac {P_{\text{P}}}{l_{\text{P}}^{2}}}={\frac {c^{8}}{\hbar G^{2}}}} | {\displaystyle 8,795455\cdot 10^{119}\;{\frac {\mathrm {W} }{m^{2}}}}                                                                               | {\displaystyle 1,388923\cdot 10^{122}\;{\frac {\mathrm {W} }{m^{2}}}}                                                                            |
| Densità di Planck                                 | Densità {\displaystyle \left[M\right]\left[L\right]^{-3}}                                                                | {\displaystyle \rho _{\text{P}}={\frac {m_{\text{P}}}{l_{\text{P}}^{3}}}={\frac {\hbar \,t_{\text{P}}}{l_{\text{P}}^{5}}}={\frac {c^{5}}{16\pi ^{2}\hbar G^{2}}}} | {\displaystyle \rho _{\text{P}}={\frac {m_{\text{P}}}{l_{\text{P}}^{3}}}={\frac {c^{5}}{\hbar G^{2}}}} | {\displaystyle 3,264346\cdot 10^{94}\;{\frac {kg}{m^{3}}}}                                                                                          | {\displaystyle 5,154849\cdot 10^{96}\;{\frac {kg}{m^{3}}}}                                                                                       |
| Densità energetica di Planck                      | Densità di energia {\displaystyle \left[L\right]^{-1}\left[M\right]\left[T\right]^{-2}}                                  | {\displaystyle u_{\text{P}}={\frac {E_{\text{P}}}{l_{\text{P}}^{3}}}={\frac {c^{7}}{16\pi ^{2}\hbar G^{2}}}} | {\displaystyle u_{\text{P}}={\frac {E_{\text{P}}}{l_{\text{P}}^{3}}}={\frac {c^{7}}{\hbar G^{2}}}} | {\displaystyle 2,933848\cdot 10^{111}\;{\frac {\mathrm {J} }{m^{3}}}}                                                                               | {\displaystyle 4,632947\cdot 10^{113}\;{\frac {\mathrm {J} }{m^{3}}}}                                                                            |
| Frequenza angolare di Planck                      | Frequenza {\displaystyle \left[T\right]^{-1}}                                                                            | {\displaystyle \omega _{\text{P}}={\frac {\theta _{P}}{t_{\text{P}}}}={\sqrt {\frac {c^{5}}{4\pi \hbar G}}}} | {\displaystyle \omega _{P}={\frac {\theta _{\text{P}}}{t_{\text{P}}}}={\sqrt {\frac {c^{5}}{\hbar G}}}\;} | {\displaystyle 5,232458\cdot 10^{42}{\frac {\mathrm {rad} }{s}}}                                                                                    | {\displaystyle 1,854858\cdot 10^{43}{\frac {\mathrm {rad} }{s}}}                                                                                 |
| Accelerazione angolare di Planck                  | Accelerazione angolare {\displaystyle \left[T\right]^{-2}}                                                               | {\displaystyle {\frac {\omega _{\text{P}}}{t_{\text{P}}}}=t_{\text{P}}^{-2}={\frac {c^{5}}{4\pi \hbar G}}} | {\displaystyle {\frac {\omega _{\text{P}}}{t_{\text{P}}}}=t_{\text{P}}^{-2}={\frac {c^{5}}{\hbar G}}} | {\displaystyle 2,737862\cdot 10^{85}\;{\frac {\mathrm {rad} }{s^{2}}}}                                                                              | {\displaystyle 3,440498\cdot 10^{86}\;{\frac {\mathrm {rad} }{s^{2}}}}                                                                           |
| Accelerazione di Planck                           | Accelerazione {\displaystyle \left[L\right]\left[T\right]^{-2}}                                                          | {\displaystyle a_{\text{P}}={\frac {v_{\text{P}}}{t_{\text{P}}}}={\sqrt {\frac {c^{7}}{4\pi \hbar G}}}} | {\displaystyle a_{\text{P}}={\frac {c}{t_{\text{P}}}}={\sqrt {\frac {c^{7}}{\hbar G}}}} | {\displaystyle 1,568652\cdot 10^{51}\;{\frac {m}{s^{2}}}}                                                                                           | {\displaystyle 5,560726\cdot 10^{51}\;{\frac {m}{s^{2}}}}                                                                                        |
| Momento inerziale di Planck                       | Momento di inerzia {\displaystyle \left[L\right]^{2}\left[M\right]}                                                      | {\displaystyle m_{\text{P}}l_{\text{P}}^{2}={\sqrt {\frac {4\pi \hbar ^{3}G}{c^{5}}}}} | {\displaystyle m_{\text{P}}l_{\text{P}}^{2}={\sqrt {\frac {\hbar ^{3}G}{c^{5}}}}} | {\displaystyle 2,01544\cdot 10^{-77}kg\cdot m^{2}}                                                                                                  | {\displaystyle 5,68546\cdot 10^{-78}kg\cdot m^{2}}                                                                                               |
| Momento angolare di Planck                        | Momento angolare {\displaystyle \left[L\right]^{2}\left[M\right]\left[T\right]^{-1}}                                     | {\displaystyle \hbar _{\text{P}}=m_{\text{P}}l_{\text{P}}^{2}\omega _{\text{P}}=l_{\text{P}}m_{\text{P}}c=E_{\text{P}}t_{\text{P}}=\hbar } | {\displaystyle \hbar _{\text{P}}=m_{\text{P}}l_{\text{P}}^{2}\omega _{\text{P}}=l_{\text{P}}m_{\text{P}}c=E_{\text{P}}t_{\text{P}}=\hbar } | {\displaystyle 1.054571817\ldots \cdot 10^{-34}\;\mathrm {J} s}                                                                                     | {\displaystyle 1.054571817\ldots \cdot 10^{-34}\;\mathrm {J} s}                                                                                  |
| Coppia di Planck                                  | Torque {\displaystyle \left[L\right]^{2}\left[M\right]\left[T\right]^{-2}}                                               | {\displaystyle \tau _{\text{P}}=F_{\text{P}}l_{\text{P}}={\frac {\hbar _{P}}{t_{\text{P}}}}={\sqrt {\frac {\hbar c^{5}}{4\pi G}}}} | {\displaystyle \tau _{\text{P}}=F_{\text{P}}l_{\text{P}}={\frac {\hbar _{\text{P}}}{t_{\text{P}}}}={\sqrt {\frac {\hbar c^{5}}{G}}}} | {\displaystyle 5,518004\cdot 10^{8}\mathrm {N} \cdot m}                                                                                             | {\displaystyle 1,956081\cdot 10^{9}\mathrm {N} \cdot m}                                                                                          |
| Pressione di Planck                               | Pressione {\displaystyle \left[M\right]\left[L\right]^{-1}\left[T\right]^{-2}}                                           | {\displaystyle p_{\text{P}}={\frac {F_{\text{P}}}{l_{\text{P}}^{2}}}={\frac {\hbar }{l_{\text{P}}^{3}t_{\text{P}}}}={\frac {c^{7}}{16\pi ^{2}\hbar G^{2}}}} | {\displaystyle p_{\text{P}}={\frac {F_{\text{P}}}{l_{\text{P}}^{2}}}={\frac {c^{7}}{\hbar G^{2}}}\;} | {\displaystyle 2,933848\cdot 10^{111}\mathrm {Pa} }                                                                                                 | {\displaystyle 4,632947\cdot 10^{113}\mathrm {Pa} }                                                                                              |
| Tensione superficiale di Planck                   | Tensione superficiale {\displaystyle \left[M\right]\left[T\right]^{-2}}                                                  | {\displaystyle {\frac {F_{\text{P}}}{l_{\text{P}}}}={\sqrt {\frac {c^{11}}{64\pi ^{3}\hbar G^{3}}}}} | {\displaystyle {\frac {F_{\text{P}}}{l_{\text{P}}}}={\sqrt {\frac {c^{11}}{\hbar G^{3}}}}} | {\displaystyle 1,680941\cdot 10^{77}{\frac {\mathrm {N} }{m}}}                                                                                      | {\displaystyle 7,488024\cdot 10^{78}{\frac {\mathrm {N} }{m}}}                                                                                   |
| Forza superficiale universale di Planck           | Forza superficiale universale {\displaystyle \left[L\right]^{-1}\left[M\right]\left[T\right]^{-2}}                       | {\displaystyle p_{\text{P}}={\frac {F_{\text{P}}}{l_{\text{P}}^{2}}}={\frac {c^{7}}{16\pi ^{2}\hbar G^{2}}}} | {\displaystyle p_{\text{P}}={\frac {F_{\text{P}}}{l_{\text{P}}^{2}}}={\frac {c^{7}}{\hbar G^{2}}}} | {\displaystyle 2,933848\cdot 10^{111}\mathrm {Pa} }                                                                                                 | {\displaystyle 4,632947\cdot 10^{113}\mathrm {Pa} }                                                                                              |
| Durezza di indentazione di Planck                 | Durezza di indentazione {\displaystyle \left[L\right]^{-1}\left[M\right]\left[T\right]^{-2}}                             | {\displaystyle p_{\text{P}}={\frac {F_{\text{P}}}{l_{\text{P}}^{2}}}={\frac {c^{7}}{16\pi ^{2}\hbar G^{2}}}} | {\displaystyle p_{\text{P}}={\frac {F_{\text{P}}}{l_{\text{P}}^{2}}}={\frac {c^{7}}{\hbar G^{2}}}} | {\displaystyle 2,933848\cdot 10^{111}\mathrm {Pa} }                                                                                                 | {\displaystyle 4,632947\cdot 10^{113}\mathrm {Pa} }                                                                                              |
| Durezza assoluta di Planck                        | Durezza Assoluta {\displaystyle \left[L\right]^{-1}\left[M\right]\left[T\right]^{-2}}                                    | {\displaystyle {\frac {a_{\oplus }}{F_{\text{P}}}}={\frac {_{9,80665}\,4\pi G}{c^{4}}}} | {\displaystyle {\frac {a_{\oplus }}{F_{\text{P}}}}={\frac {_{9,80665}G}{c^{4}}}} | {\displaystyle 1,01825\cdot 10^{-42}kg\cdot f} | {\displaystyle 8,10296\cdot 10^{-44}kg\cdot f}                                                                                                   |
| Flusso di massa di Planck                         | Rapporto di flusso di massa {\displaystyle \left[M\right]\left[T\right]^{-1}}                                            | {\displaystyle {t_{r}}_{\text{s}}^{-1}={\frac {m_{\text{P}}}{t_{\text{P}}}}={\frac {c}{2\pi r_{s}}}={\frac {c^{3}}{4\pi G}}} | {\displaystyle {t_{r}}_{\text{s}}^{-1}={\frac {m_{\text{P}}}{t_{\text{P}}}}={\frac {2c}{r_{s}}}={\frac {c^{3}}{G}}} | {\displaystyle 3,212525\cdot 10^{34}\;{\frac {kg}{s}}}                                                                                              | {\displaystyle 4,036978\cdot 10^{35}\;{\frac {kg}{s}}}                                                                                           |
| Viscosità di Planck                               | viscosità dinamica {\displaystyle \left[L\right]^{-1}\left[M\right]\left[T\right]^{-1}}                                  | {\displaystyle \eta _{\text{P}}=P_{\text{P}}t_{\text{P}}={\sqrt {\frac {c^{9}}{64\pi ^{3}\hbar G^{3}}}}} | {\displaystyle \eta _{\text{P}}=P_{\text{P}}t_{\text{P}}={\sqrt {\frac {c^{9}}{\hbar G^{3}}}}} | {\displaystyle 5,607015\cdot 10^{68}\mathrm {Pa} \cdot s}                                                                                           | {\displaystyle 2,497736\cdot 10^{70}\mathrm {Pa} \cdot s}                                                                                        |
| Viscosità cinematica di Planck                    | viscosità cinematica {\displaystyle \left[L\right]^{2}\left[T\right]^{-1}}                                               | {\displaystyle {\frac {\eta _{\text{P}}}{\rho _{\text{P}}}}={\frac {l_{\text{P}}^{2}}{t_{\text{P}}}}={\sqrt {\frac {4\pi \hbar G}{c}}}} | {\displaystyle {\frac {\eta _{\text{P}}}{\rho _{\text{P}}}}={\frac {l_{\text{P}}^{2}}{t_{\text{P}}}}={\sqrt {\frac {\hbar G}{c}}}} | {\displaystyle 1,717653\cdot 10^{-27}{\frac {m^{2}}{s}}}                                                                                            | {\displaystyle 4,845411\cdot 10^{-27}{\frac {m^{2}}{s}}}                                                                                         |
| Portata volumetrica di Planck                     | Rapporto di flusso volumetrico {\displaystyle \left[L\right]^{3}\left[T\right]^{-1}}                                     | {\displaystyle Q_{\text{P}}={\frac {l_{\text{P}}^{3}}{t_{\text{P}}}}=l_{\text{P}}^{2}v_{\text{P}}={\frac {4\pi \hbar G}{c^{2}}}} | {\displaystyle Q_{\text{P}}={\frac {l_{\text{P}}^{3}}{t_{\text{P}}}}=l_{\text{P}}^{2}v_{\text{P}}={\frac {\hbar \,G}{c^{2}}}} | {\displaystyle 9,841252\cdot 10^{-61}\;{\frac {m^{3}}{s}}}                                                                                          | {\displaystyle 7,831419\cdot 10^{-62}\;{\frac {m^{3}}{s}}}                                                                                       |
| Proprietà elettromagnetiche                       | | | | | |
| Corrente di Planck                                | Corrente elettrica {\displaystyle \left[Q\right]\left[T\right]^{-1}}                                                     | {\displaystyle I_{\text{P}}={\frac {q_{\text{P}}}{t_{\text{P}}}}={\sqrt {\frac {\varepsilon _{0}c^{6}}{4\pi G}}}} | {\displaystyle I_{\text{P}}={\frac {q_{\text{P}}}{t_{\text{P}}}}={\sqrt {\frac {4\pi \varepsilon _{0}c^{6}}{G}}}} | {\displaystyle 2,768399\cdot 10^{24}\;\mathrm {A} }                                                                                                 | {\displaystyle 3,478873\cdot 10^{25}\;\mathrm {A} }                                                                                              |
| Forza magnetomotiva di Planck                     | Corrente elettrica {\displaystyle \left[Q\right]\left[T\right]^{-1}}                                                     | {\displaystyle I_{\text{P}}={\frac {q_{\text{P}}}{t_{\text{P}}}}={\sqrt {\frac {\varepsilon _{0}c^{6}}{4\pi G}}}} | {\displaystyle I_{\text{P}}={\frac {q_{\text{P}}}{t_{\text{P}}}}={\sqrt {\frac {4\pi \varepsilon _{0}c^{6}}{G}}}} | {\displaystyle 2,768399\cdot 10^{24}\;\mathrm {A} }                                                                                                 | {\displaystyle 3,478873\cdot 10^{25}\;\mathrm {A} }                                                                                              |
| Tensione di Planck                                | Tensione {\displaystyle \left[M\right]\left[L\right]^{2}\left[T\right]^{-2}\left[Q\right]^{-1}}                          | {\displaystyle V_{\text{P}}={\frac {E_{\text{P}}}{q_{\text{P}}}}={\sqrt {\frac {c^{4}}{4\pi \varepsilon _{0}G}}}} | {\displaystyle V_{\text{P}}={\frac {E_{\text{P}}}{q_{\text{P}}}}={\sqrt {\frac {c^{4}}{4\pi \varepsilon _{0}G}}}} | {\displaystyle 1,042940\cdot 10^{27}\;\mathrm {V} }                                                                                                 | {\displaystyle 1,042940\cdot 10^{27}\;\mathrm {V} }                                                                                              |
| Forza elettromotiva di Planck                     | Tensione {\displaystyle \left[M\right]\left[L\right]^{2}\left[T\right]^{-2}\left[Q\right]^{-1}}                          | {\displaystyle \phi _{\text{P}}=V_{\text{P}}={\frac {E_{\text{P}}}{q_{\text{P}}}}={\sqrt {\frac {c^{4}}{4\pi \varepsilon _{0}G}}}} | {\displaystyle \phi _{\text{P}}=V_{\text{P}}={\frac {E_{\text{P}}}{q_{\text{P}}}}={\sqrt {\frac {c^{4}}{4\pi \varepsilon _{0}G}}}} | {\displaystyle 1.042\;940\cdot 10^{27}\;\mathrm {V} }                                                                                               | {\displaystyle 1.042\;940\cdot 10^{27}\;\mathrm {V} }                                                                                            |
| Resistenza di Planck                              | Resistenza elettrica {\displaystyle \left[M\right]\left[L\right]^{2}\left[T\right]^{-1}\left[Q\right]^{-2}}              | {\displaystyle Z_{\text{P}}={\frac {V_{\text{P}}}{I_{\text{P}}}}={\frac {\hbar }{q_{\text{P}}^{2}}}={\frac {1}{\varepsilon _{0}c}}=\mu _{0}c=Z_{0}} | {\displaystyle Z_{\text{P}}={\frac {V_{\text{P}}}{I_{\text{P}}}}={\frac {1}{4\pi \varepsilon _{0}c}}={\frac {Z_{0}}{4\pi }}} | {\displaystyle 376,730\;\Omega } | {\displaystyle 29,9792458\;\Omega } |
| Conduttanza di Planck                             | Conduttanza elettrica {\displaystyle \left[L\right]^{-2}\left[M\right]^{-1}\left[T\right]\left[Q\right]^{2}}             | {\displaystyle G_{\text{P}}={\frac {1}{R_{\text{P}}}}=\varepsilon _{0}c={\frac {1}{Z_{0}}}} | {\displaystyle G_{\text{P}}={\frac {1}{R_{\text{P}}}}=4\pi \varepsilon _{0}c={\frac {4\pi }{Z_{0}}}} | {\displaystyle 0,002654\;\mathrm {S} } | {\displaystyle 0,0333564095\;\mathrm {S} } |
| Capacità elettrica di Planck                      | Capacità elettrica {\displaystyle \left[L\right]^{-2}\left[M\right]^{-1}\left[T\right]^{2}\left[Q\right]^{2}}            | {\displaystyle {{C}_{\text{P}}}={\frac {{q}_{\text{P}}}{{V}_{\text{P}}}}={\frac {{l}_{P}}{{k}_{e}}}={\sqrt {\frac {4{\pi }\varepsilon _{0}^{2}\hbar G}{{c}^{3}}}}} | {\displaystyle {{C}_{\text{P}}}={\frac {{q}_{\text{P}}}{{V}_{\text{P}}}}={\frac {{l}_{P}}{{k}_{e}}}={\sqrt {\frac {16{{\pi }^{2}}\varepsilon _{0}^{2}\hbar G}{{c}^{3}}}}} | {\displaystyle 5,072985\cdot 10^{-46}\;\mathrm {F} }                                                                                                | {\displaystyle 1,798326\cdot 10^{-45}\;\mathrm {F} }                                                                                             |
| Permittività di Planck (Costante elettrica)       | Permittività elettrica {\displaystyle \left[L\right]^{-3}\left[M\right]^{-1}\left[T\right]^{2}\left[Q\right]^{2}}        | {\displaystyle \varepsilon _{\text{P}}={\frac {C_{\text{P}}}{l_{\text{P}}}}={\frac {q_{\text{P}}}{V_{\text{P}}l_{\text{P}}}}={\frac {F_{\text{P}}}{V_{\text{P}}^{2}}}=\varepsilon _{0}} | {\displaystyle \varepsilon _{\text{P}}={\frac {C_{\text{P}}}{l_{\text{P}}}}={\frac {F_{\text{P}}}{V_{\text{P}}^{2}}}={\frac {1}{k_{\text{e}}}}=4\pi \varepsilon _{0}} | {\displaystyle 8,854187813\cdot 10^{-12}{\frac {\mathrm {F} }{m}}}                                                                                  | {\displaystyle 1,11265006\cdot 10^{-10}{\frac {\mathrm {F} }{m}}}                                                                                |
| Permeabilità di Planck (Costante magnetica)       | Permeabilità magnetica {\displaystyle \left[L\right]\left[M\right]\left[Q\right]^{-2}}                                   | {\displaystyle \mu _{\text{P}}={\frac {L_{\text{P}}}{l_{\text{P}}}}={\frac {{\phi }_{\text{P}}^{B}}{l_{\text{P}}}}={\frac {1}{\varepsilon _{0}c^{2}}}=\mu _{0}} | {\displaystyle \mu _{\text{P}}={\frac {L_{\text{P}}}{l_{\text{P}}}}={\frac {V_{\text{P}}}{{I_{m}}_{\text{P}}}}={\frac {1}{4\pi \,\varepsilon _{0}c^{2}}}={\frac {\mu _{0}}{4\pi }}} | {\displaystyle 1,25663706212{\frac {\mathrm {\mu H} }{m}}}                                                                                          | {\displaystyle 10,0000000055{\frac {\mathrm {\mu H} }{m}}}                                                                                       |
| Induttanza elettrica di Planck                    | Induttanza {\displaystyle \left[L\right]^{2}\left[M\right]\left[Q\right]^{-2}}                                           | {\displaystyle L_{\text{P}}={\frac {E_{\text{P}}}{I_{\text{P}}}}={\frac {m_{\text{P}}l_{\text{P}}^{2}}{q_{\text{P}}^{2}}}={\sqrt {\frac {4\pi \hbar G}{\varepsilon _{0}^{2}c^{7}}}}} | {\displaystyle L_{\text{P}}={\frac {E_{\text{P}}}{I_{\text{P}}^{2}}}={\frac {m_{\text{P}}l_{\text{P}}^{2}}{q_{\text{P}}^{2}}}={\sqrt {\frac {G\hbar }{16\pi ^{2}\varepsilon _{0}^{2}c^{7}}}}} | {\displaystyle 7,199871\cdot 10^{-41}\mathrm {H} }                                                                                                  | {\displaystyle 1,61625518\cdot 10^{-42}\mathrm {H} }                                                                                             |
| Resistività elettrica di Planck                   | Resistività elettrica {\displaystyle \left[L\right]^{3}\left[M\right]\left[T\right]^{-1}\left[Q\right]^{-2}}             | {\displaystyle Z_{\text{P}}^{\rho }=Z_{\text{P}}l_{\text{P}}=t_{\text{P}}k_{\text{e}}={\sqrt {\frac {4\pi \hbar G}{\varepsilon _{0}^{2}c^{5}}}}} | {\displaystyle Z_{\text{P}}^{\rho }=Z_{\text{P}}l_{\text{P}}=t_{\text{P}}k_{\text{e}}={\sqrt {\frac {\hbar G}{16\pi ^{2}\varepsilon _{0}^{2}c^{5}}}}} | {\displaystyle 2,15847\cdot 10^{-32}\Omega \cdot m}                                                                                                 | {\displaystyle 4,84541\cdot 10^{-34}\Omega \cdot m}                                                                                              |
| Conduttività elettrica di Planck                  | Conduttività elettrica {\displaystyle \left[L\right]^{-3}\left[M\right]^{-1}\left[T\right]\left[Q\right]^{2}}            | {\displaystyle \sigma _{\text{P}}={\frac {1}{Z_{\text{P}}^{\rho }}}={\sqrt {\frac {\varepsilon _{0}^{2}c^{5}}{4\pi \hbar G}}}} | {\displaystyle \sigma _{\text{P}}={\frac {1}{Z_{\text{P}}^{\rho }}}={\sqrt {\frac {16\pi ^{2}\varepsilon _{0}^{2}c^{5}}{\hbar G}}}} | {\displaystyle 4,632918\cdot 10^{31}{\frac {\mathrm {S} }{m}}}                                                                                      | {\displaystyle 2,063809\cdot 10^{33}{\frac {\mathrm {S} }{m}}}                                                                                   |
| Densità di carica di Planck                       | Densità di carica {\displaystyle \left[L\right]^{-3}\left[Q\right]}                                                      | {\displaystyle {\rho _{e}}_{\text{P}}={\frac {q_{\text{P}}}{l_{\text{P}}^{3}}}={\sqrt {\frac {\varepsilon _{0}c^{10}}{64\pi ^{3}\hbar ^{2}G^{3}}}}} | {\displaystyle {\rho _{e}}_{\text{P}}={\frac {q_{\text{P}}}{l_{\text{P}}^{3}}}={\sqrt {\frac {4\pi \varepsilon _{0}c^{10}}{\hbar ^{2}G^{3}}}}} | {\displaystyle 2,813056\cdot 10^{86}{\frac {\mathrm {C} }{m^{3}}}}                                                                                  | {\displaystyle 4,442200\cdot 10^{86}{\frac {\mathrm {C} }{m^{3}}}}                                                                               |
| Forza del campo elettrico di Planck               | Campo elettrico {\displaystyle \left[L\right]\left[M\right]\left[T\right]^{-2}\left[Q\right]^{-1}}                       | {\displaystyle {\bf {E}}_{\text{P}}={\frac {F_{\text{P}}}{q_{\text{P}}}}={\sqrt {\frac {c^{7}}{16\pi ^{2}\varepsilon _{0}\hbar G^{2}}}}} | {\displaystyle {\bf {E}}_{\text{P}}={\frac {F_{\text{P}}}{q_{\text{P}}}}={\sqrt {\frac {c^{7}}{4\pi \varepsilon _{0}\hbar G^{2}}}}} | {\displaystyle 1,820306\cdot 10^{61}{\frac {\mathrm {V} }{m}}}                                                                                      | {\displaystyle 6,452817\cdot 10^{61}{\frac {\mathrm {V} }{m}}}                                                                                   |
| Forza del campo magnetico di Planck               | Campo magnetico {\displaystyle \left[L\right]^{-1}\left[T\right]^{-1}\left[Q\right]}                                     | {\displaystyle {\bf {H}}_{\text{P}}={\frac {I_{\text{P}}}{l_{\text{P}}}}={\sqrt {\frac {\varepsilon _{0}c^{9}}{16\pi ^{2}\hbar G^{2}}}}} | {\displaystyle {\bf {H}}_{\text{P}}={\frac {I_{\text{P}}}{l_{\text{P}}}}={\sqrt {\frac {4\pi \varepsilon _{0}c^{9}}{\hbar G^{2}}}}} | {\displaystyle 4,831855\cdot 10^{58}{\frac {\mathrm {A} }{m}}}                                                                                      | {\displaystyle 2,152428\cdot 10^{60}{\frac {\mathrm {A} }{m}}}                                                                                   |
| Induzione elettrica di Planck                     | Corrente di spostamento {\displaystyle \left[L\right]^{-2}\left[T\right]^{-1}\left[Q\right]}                             | {\displaystyle {\bf {D}}_{\text{P}}={\frac {q_{\text{P}}}{l_{\text{P}}^{2}}}={\sqrt {\frac {\varepsilon _{0}c^{7}}{16\pi ^{2}\hbar G^{2}}}}} | {\displaystyle {\bf {D}}_{\text{P}}={\frac {q_{\text{P}}}{l_{\text{P}}^{2}}}={\sqrt {\frac {4\pi \varepsilon _{0}c^{7}}{\hbar G^{2}}}}} | {\displaystyle 1,611733\cdot 10^{50}{\frac {\mathrm {C} }{m^{2}}}}                                                                                  | {\displaystyle 7,179727\cdot 10^{51}{\frac {\mathrm {C} }{m^{2}}}}                                                                               |
| Induzione magnetica di Planck                     | Campo magnetico {\displaystyle \left[M\right]\left[T\right]^{-1}\left[Q\right]^{-1}}                                     | {\displaystyle {\bf {B}}_{\text{P}}={\frac {F_{\text{P}}}{l_{\text{P}}I_{\text{P}}}}={\sqrt {\frac {c^{5}}{16\pi ^{2}\varepsilon _{0}\hbar G^{2}}}}} | {\displaystyle {\bf {B}}_{\text{P}}={\frac {F_{\text{P}}}{l_{\text{P}}I_{\text{P}}}}={\frac {\hbar }{q_{\text{P}}l_{\text{P}}^{2}}}={\sqrt {\frac {c^{5}}{4\pi \varepsilon _{0}\hbar G^{2}}}}} | {\displaystyle 6,071888\cdot 10^{52}\;\mathrm {T} }                                                                                                 | {\displaystyle 2,152428\cdot 10^{53}\;\mathrm {T} }                                                                                              |
| Flusso elettrico di Planck                        | Flusso magnetico {\displaystyle \left[L\right]^{2}\left[M\right]\left[T\right]^{-1}\left[Q\right]^{-1}}                  | {\displaystyle {\phi }_{\text{P}}^{E}={\bf {E}}_{\text{P}}l_{\text{P}}^{2}=\phi _{\text{P}}l_{\text{P}}={\sqrt {\frac {\hbar c}{\varepsilon _{0}}}}} | {\displaystyle {\phi }_{\text{P}}^{E}={\bf {E}}_{\text{P}}l_{\text{P}}^{2}=\phi _{\text{P}}l_{\text{P}}={\sqrt {\frac {\hbar c}{4\pi \varepsilon _{0}}}}} | {\displaystyle 5,975498\cdot 10^{-8}\mathrm {V} \cdot m}                                                                                            | {\displaystyle 1,685657\cdot 10^{-8}\mathrm {V} \cdot m}                                                                                         |
| Flusso magnetico di Planck                        | Flusso magnetico {\displaystyle \left[L\right]^{2}\left[M\right]\left[T\right]^{-1}\left[Q\right]^{-1}}                  | {\displaystyle {\phi }_{\text{P}}^{B}={\bf {B}}_{\text{P}}l_{\text{P}}^{2}={\bf {A}}_{\text{P}}l_{\text{P}}={\sqrt {\frac {\hbar }{\varepsilon _{0}c}}}} | {\displaystyle {\phi }_{\text{P}}^{B}={\frac {E_{\text{P}}}{I_{\text{P}}}}={\bf {A}}_{\text{P}}l_{\text{P}}={\frac {\hbar }{q_{\text{P}}}}={\sqrt {\frac {\hbar }{4\pi \varepsilon _{0}c}}}} | {\displaystyle 1,993211\cdot 10^{-16}\,\mathrm {Wb} }                                                                                               | {\displaystyle 5,622746\cdot 10^{-17}\;\mathrm {Wb} }                                                                                            |
| Potenziale elettrico di Planck                    | Tensione {\displaystyle \left[L\right]^{2}\left[M\right]\left[T\right]^{-2}\left[Q\right]^{-1}}                          | {\displaystyle \phi _{\text{P}}=V_{\text{P}}={\frac {E_{\text{P}}}{q_{\text{P}}}}={\sqrt {\frac {c^{4}}{4\pi \varepsilon _{0}G}}}} | {\displaystyle \phi _{\text{P}}=V_{\text{P}}={\frac {E_{\text{P}}}{q_{\text{P}}}}={\sqrt {\frac {c^{4}}{4\pi \varepsilon _{0}G}}}} | {\displaystyle 1,042940\cdot 10^{27}\;\mathrm {V} }                                                                                                 | {\displaystyle 1,042940\cdot 10^{27}\;\mathrm {V} }                                                                                              |
| Potenziale magnetico di Planck                    | Corrente magnetica {\displaystyle \left[L\right]\left[M\right]\left[T\right]^{-1}\left[Q\right]^{-1}}                    | {\displaystyle {{\bf {A}}_{\text{P}}}={\frac {{E}_{\text{P}}}{{{q}_{m}}_{\text{P}}}}={\frac {{F}_{\text{P}}}{{I}_{\text{P}}}}={\frac {{V}_{\text{P}}}{{v}_{\text{P}}}}={{\bf {B}}_{\text{P}}}{{l}_{\text{P}}}={\frac {\hbar }{{{q}_{\text{P}}}{{l}_{\text{P}}}}}={\sqrt {\frac {{c}^{2}}{4\pi {{\varepsilon }_{0}}G}}}} | {\displaystyle {{\bf {A}}_{\text{P}}}={\frac {{E}_{\text{P}}}{{{q}_{m}}_{\text{P}}}}={\frac {{F}_{\text{P}}}{{I}_{\text{P}}}}={\frac {{V}_{\text{P}}}{{v}_{\text{P}}}}={{\bf {B}}_{\text{P}}}{{l}_{\text{P}}}={\frac {\hbar }{{{q}_{\text{P}}}{{l}_{\text{P}}}}}={\sqrt {\frac {{c}^{2}}{4\pi {{\varepsilon }_{0}}G}}}} | {\displaystyle 3,478873\cdot 10^{18}\;\mathrm {T} \cdot m}                                                                                          | {\displaystyle 3,478873\cdot 10^{18}\;\mathrm {T} \cdot m}                                                                                       |
| Densità di corrente di Planck                     | Densità di corrente elettrica {\displaystyle \left[L\right]^{-2}\left[T\right]^{-1}\left[Q\right]}                       | {\displaystyle {\bf {J}}_{\text{P}}={\frac {I_{\text{P}}}{l_{\text{P}}^{2}}}={{\rho }_{e}}_{\text{P}}v_{\text{P}}={\sqrt {\frac {\varepsilon _{0}c^{12}}{64\pi ^{3}\hbar ^{2}G^{3}}}}} | {\displaystyle {\bf {J}}_{\text{P}}={\frac {I_{\text{P}}}{l_{\text{P}}^{2}}}={{\rho }_{e}}_{\text{P}}v_{\text{P}}={\sqrt {\frac {4\pi \varepsilon _{0}c^{12}}{\hbar ^{2}G^{3}}}}} | {\displaystyle 8,433329\cdot 10^{92}\;{\frac {\mathrm {A} }{m^{2}}}}                                                                                | {\displaystyle 1,331738\cdot 10^{95}\;{\frac {\mathrm {A} }{m^{2}}}}                                                                             |
| Momento elettrico di Planck                       | Dipolo elettrico {\displaystyle \left[L\right]\left[Q\right]}                                                            | {\displaystyle {d}_{\text{P}}=q_{\text{P}}l_{\text{P}}={\sqrt {\frac {4\pi \varepsilon _{0}\hbar ^{2}G}{c^{2}}}}} | {\displaystyle {d}_{\text{P}}=q_{\text{P}}l_{\text{P}}={\sqrt {\frac {4\pi \varepsilon _{0}\hbar ^{2}G}{c^{2}}}}} | {\displaystyle 3,031361\cdot 10^{-53}\;\mathrm {C} \cdot m}                                                                                         | {\displaystyle 3,031361\cdot 10^{-53}\;\mathrm {C} \cdot m}                                                                                      |
| Momento magnetico di Planck                       | Dipolo magnetico {\displaystyle \left[L\right]^{2}\left[T\right]^{-1}\left[Q\right]}                                     | {\displaystyle {\mu _{d}}_{\text{P}}={q_{m}}_{\text{P}}l_{\text{P}}=I_{\text{P}}l_{\text{P}}^{2}={\sqrt {4\pi \varepsilon _{0}\hbar ^{2}G}}} | {\displaystyle {\mu _{d}}_{\text{P}}={q_{m}}_{\text{P}}l_{\text{P}}=I_{\text{P}}l_{\text{P}}^{2}={\sqrt {4\pi \varepsilon _{0}\hbar ^{2}G}}} | {\displaystyle 9,087791\cdot 10^{-45}\;{\frac {\mathrm {J} }{\mathrm {T} }}}                                                                        | {\displaystyle 9,087791\cdot 10^{-45}\;{\frac {\mathrm {J} }{\mathrm {T} }}}                                                                     |
| Monopolo magnetico di Planck                      | Carica magnetica {\displaystyle \left[L\right]\left[T\right]^{-1}\left[Q\right]}                                         | {\displaystyle {{q}_{m}}_{\text{P}}=q_{\text{P}}v_{P}={\frac {F_{\text{P}}}{{\bf {B}}_{\text{P}}}}={\sqrt {{{\varepsilon }_{0}}\hbar {{c}^{3}}}}} | {\displaystyle {{q}_{m}}_{\text{P}}=q_{\text{P}}v_{P}={\frac {4\pi }{\mu _{0}}}\phi _{\text{P}}^{B}={\sqrt {4\pi {{\varepsilon }_{0}}\hbar {{c}^{3}}}}} | {\displaystyle 1.586147\cdot 10^{-10}{\frac {\mathrm {N} }{\mathrm {T} }}}                                                                          | {\displaystyle 5.622746\cdot 10^{-10}\mathrm {A} \cdot m}                                                                                        |
| Corrente magnetica di Planck                      | Corrente magnetica {\displaystyle \left[L\right]\left[T\right]^{-2}\left[Q\right]}                                       | {\displaystyle {I_{m}}_{\text{P}}={\frac {{q_{m}}_{\text{P}}}{t_{\text{P}}}}={q_{\text{P}}}{a_{\text{P}}}={I_{\text{P}}}{v_{\text{P}}}={\sqrt {\frac {\varepsilon _{0}c^{8}}{4\pi G}}}} | {\displaystyle {I_{m}}_{\text{P}}={\frac {{q_{m}}_{\text{P}}}{t_{\text{P}}}}={q_{\text{P}}}{a_{\text{P}}}={\sqrt {\frac {4\pi \varepsilon _{0}c^{8}}{G}}}} | {\displaystyle 8,29945\cdot 10^{32}{\frac {\mathrm {V} \cdot m}{\mathrm {H} }}}                                                                     | {\displaystyle 1,04294\cdot 10^{34}{\frac {\mathrm {W} }{\mathrm {T} \cdot m}}}                                                                  |
| Densità di corrente magnetica di Planck           | Corrente magnetica {\displaystyle \left[L\right]^{-1}\left[T\right]^{-2}\left[Q\right]}                                  | {\displaystyle {\frac {{I_{m}}_{\text{P}}}{l_{\text{P}}^{2}}}={\bf {J}}_{\text{P}}v_{\text{P}}={\frac {{I}_{\text{P}}}{l_{\text{P}}t_{\text{P}}}}={\sqrt {\frac {\varepsilon _{0}c^{14}}{64\pi ^{3}\hbar ^{2}G^{3}}}}}                                                                                                  | {\displaystyle {\frac {{I_{m}}_{\text{P}}}{l_{\text{P}}^{2}}}={\bf {J}}_{\text{P}}v_{\text{P}}={\frac {{I}_{\text{P}}}{l_{\text{P}}t_{\text{P}}}}={\sqrt {\frac {4\pi \varepsilon _{0}c^{14}}{\hbar ^{2}G^{3}}}}} | {\displaystyle 2,52825\cdot 10^{101}{\frac {\mathrm {V} }{m\cdot \mathrm {H} }}}                                                                    | {\displaystyle 3,99245\cdot 10^{103}{\frac {\mathrm {V} }{m\cdot \mathrm {H} }}}                                                                 |
| Carica specifica di Planck                        | carica specifica {\displaystyle \left[M\right]^{-1}\left[Q\right]}                                                       | {\displaystyle q_{r_{\text{s}}}={\frac {q_{\text{P}}}{m_{\text{P}}}}={\sqrt {\frac {2\pi {r_{\text{s}}}}{\mu _{0}}}}={\sqrt {\frac {G}{k_{e}}}}={\sqrt {4\pi \varepsilon _{0}G}}} | {\displaystyle q_{r_{\text{s}}}={\frac {q_{\text{P}}}{m_{\text{P}}}}={\sqrt {\frac {2\pi {r_{\text{s}}}}{\mu _{0}}}}={\sqrt {\frac {G}{k_{e}}}}={\sqrt {4\pi \varepsilon _{0}G}}} | {\displaystyle 8.617517\cdot 10^{-11}\;{\frac {\mathrm {Hz} }{\mathrm {T} }}}                                                                       | {\displaystyle 8.617517\cdot 10^{-11}\;{\frac {\mathrm {Hz} }{\mathrm {T} }}}                                                                    |
| Monopolo specifica di Planck                      | carica magnetica specifica {\displaystyle \left[L\right]\left[T\right]^{-1}\left[M\right]^{-1}\left[Q\right]}            | {\displaystyle q_{r_{\text{s}}}c={\frac {q_{\text{P}}c}{m_{\text{P}}}}={\frac {a_{\text{P}}}{{\bf {B}}_{\text{P}}}}={\sqrt {4\pi \varepsilon _{0}c^{2}G}}} | {\displaystyle q_{r_{\text{s}}}c={\frac {q_{\text{P}}c}{m_{\text{P}}}}={\frac {a_{\text{P}}}{{\bf {B}}_{\text{P}}}}={\sqrt {\frac {4\pi G}{\mu _{0}}}}} | {\displaystyle 0,0258347{\frac {m}{s^{2}\cdot \mathrm {T} }}}                                                                                       | {\displaystyle 0,0258347{\frac {m}{s^{2}\cdot \mathrm {T} }}}                                                                                    |
| Proprietà termodinamiche                          | | | | | |
| Temperatura di Planck in 2π                       | Temperatura {\displaystyle \left[\Theta \right]}                                                                         | {\displaystyle {\Theta }_{\text{P}}^{_{2\pi }}=2\pi {\Theta _{\text{P}}}={\frac {2\pi E_{\text{P}}}{k_{\text{B}}}}={\sqrt {\frac {\pi \hbar c^{5}}{G{k_{\text{B}}^{2}}}}}} | {\displaystyle \Theta _{\text{P}}^{_{2\pi }}=2\pi {\Theta _{\text{P}}}={\frac {2\pi m_{\text{P}}c^{2}}{k_{\text{B}}}}={\sqrt {\frac {\pi \hbar c^{5}}{Gk_{\text{B}}^{2}}}}} | {\displaystyle 2,511185\cdot 10^{32}\mathrm {K} }                                                                                                   | {\displaystyle 8,901917\cdot 10^{32}\mathrm {K} }                                                                                                |
| Entropia di Planck                                | Entropia {\displaystyle \left[L\right]^{2}\left[M\right]\left[T\right]^{-2}\left[\Theta \right]^{-1}}                    | {\displaystyle S_{\text{P}}={\frac {E_{\text{P}}}{\Theta _{\text{P}}}}=k_{\text{B}}} | {\displaystyle S_{\text{P}}={\frac {E_{\text{P}}}{\Theta _{\text{P}}}}=k_{\text{B}}} | {\displaystyle 1,380649\cdot 10^{-23}{\frac {\mathrm {J} }{\mathrm {K} }}}                                                                          | {\displaystyle 1,380649\cdot 10^{-23}{\frac {\mathrm {J} }{\mathrm {K} }}}                                                                       |
| Entropia di Planck in 2 π                         | Entropia {\displaystyle \left[L\right]^{2}\left[M\right]\left[T\right]^{-2}\left[\Theta \right]^{-1}}                    | {\displaystyle {S_{2\pi }}_{\text{P}}={\frac {E_{\text{P}}}{2\pi \Theta _{\text{P}}}}={\frac {k_{\text{B}}}{2\pi }}} | {\displaystyle {S_{2\pi }}_{\text{P}}={\frac {E_{\text{P}}}{2\pi \Theta _{\text{P}}}}={\frac {k_{\text{B}}}{2\pi }}} | {\displaystyle 2,197371\cdot 10^{-24}{\frac {\mathrm {J} }{\mathrm {K} }}}                                                                          | {\displaystyle 2,197371\cdot 10^{-24}{\frac {\mathrm {J} }{\mathrm {K} }}}                                                                       |
| Coefficiente di dilatazione termica di Planck     | Coefficiente di dilatazione termica {\displaystyle \left[\Theta \right]^{-1}}                                            | {\displaystyle {\alpha _{_{V}}}_{\text{P}}={\frac {1}{\Theta _{\text{P}}}}={\frac {k_{\text{B}}}{E_{\text{P}}}}={\sqrt {\frac {4\pi G{k_{\text{B}}}^{2}}{\hbar c^{5}}}}} | {\displaystyle {\alpha _{_{V}}}_{\text{P}}={\frac {1}{\Theta _{\text{P}}}}={\frac {k_{\text{B}}}{E_{\text{P}}}}={\sqrt {\frac {G{k_{\text{B}}}^{2}}{\hbar c^{5}}}}} | {\displaystyle 2,502080\cdot 10^{-33}{\frac {1}{\mathrm {K} }}}                                                                                     | {\displaystyle 7,058238\cdot 10^{-33}{\frac {1}{\mathrm {K} }}}                                                                                  |
| Capacità termica di Planck                        | Capacità termica - Entropia {\displaystyle \left[L\right]^{2}\left[M\right]\left[T\right]^{-2}\left[\Theta \right]^{-1}} | {\displaystyle {C}_{\text{P}}^{\Theta }={\frac {E_{\text{P}}}{\Theta _{\text{P}}}}=k_{\text{B}}} | {\displaystyle {C}_{\text{P}}^{\Theta }={\frac {E_{\text{P}}}{\Theta _{\text{P}}}}=k_{\text{B}}} | {\displaystyle 1,380649\cdot 10^{-23}{\frac {\mathrm {J} }{\mathrm {K} }}}                                                                          | {\displaystyle 1,380649\cdot 10^{-23}{\frac {\mathrm {J} }{\mathrm {K} }}}                                                                       |
| Calore specifico di Planck                        | Calore specifico {\displaystyle \left[L\right]^{2}\left[T\right]^{-2}\left[\Theta \right]^{-1}}                          | {\displaystyle {c_{p}}_{\text{P}}={\frac {E_{\text{P}}}{m_{\text{P}}\Theta _{\text{P}}}}={\frac {k_{\text{B}}}{m_{\text{P}}}}={\sqrt {\frac {4\pi Gk_{\text{B}}^{2}}{\hbar c}}}} | {\displaystyle {c_{p}}_{\text{P}}={\frac {E_{\text{P}}}{m_{\text{P}}\Theta _{\text{P}}}}={\frac {k_{\text{B}}}{m_{\text{P}}}}={\sqrt {\frac {Gk_{\text{B}}^{2}}{\hbar c}}}} | {\displaystyle 2,24876\cdot 10^{-15}{\frac {\mathrm {J} }{kg\cdot \mathrm {K} }}}                                                                   | {\displaystyle 6,34363\cdot 10^{-16}{\frac {\mathrm {J} }{kg\cdot \mathrm {K} }}}                                                                |
| Calore volumetrico di Planck                      | Calore volumetrico {\displaystyle \left[L\right]^{-1}\left[M\right]\left[T\right]^{-2}\left[\Theta \right]^{-1}}         | {\displaystyle {c_{V}}_{\text{P}}={\frac {E_{\text{P}}}{l_{\text{P}}^{3}\Theta _{\text{P}}}}={\frac {k_{\text{B}}}{l_{\text{P}}^{3}}}={\sqrt {\frac {c^{9}k_{\text{B}}^{2}}{64\pi ^{3}\hbar ^{3}G^{3}}}}} | {\displaystyle {c_{V}}_{\text{P}}={\frac {E_{\text{P}}}{l_{\text{P}}^{3}\Theta _{\text{P}}}}={\frac {k_{\text{B}}}{l_{\text{P}}^{3}}}={\sqrt {\frac {c^{9}k_{\text{B}}^{2}}{\hbar ^{3}G^{3}}}}} | {\displaystyle 7,340723\cdot 10^{79}{\frac {\mathrm {J} }{m^{3}\cdot \mathrm {K} }}}                                                                | {\displaystyle 3,270044\cdot 10^{81}{\frac {\mathrm {J} }{m^{3}\cdot \mathrm {K} }}}                                                             |
| Resistenza termica di Planck                      | Resistenza termica {\displaystyle \left[L\right]^{-2}\left[M\right]^{-1}\left[T\right]^{3}\left[\Theta \right]}          | {\displaystyle {\Omega _{\Theta }}_{\text{P}}={\frac {\Theta _{\text{P}}}{P_{\text{P}}}}={\frac {t_{\text{P}}}{k_{\text{B}}}}={\sqrt {\frac {4\pi \hbar G}{c^{5}k_{\text{B}}^{2}}}}} | {\displaystyle {\Omega _{\Theta }}_{\text{P}}={\frac {\Theta _{\text{P}}}{P_{\text{P}}}}={\frac {t_{\text{P}}}{k_{\text{B}}}}={\sqrt {\frac {\hbar G}{c^{5}k_{\text{B}}^{2}}}}} | {\displaystyle 1,384238\cdot 10^{-20}{\frac {\mathrm {K} }{\mathrm {W} }}}                                                                          | {\displaystyle 3,904864\cdot 10^{-21}{\frac {\mathrm {K} }{\mathrm {W} }}}                                                                       |
| Conduttanza termica di Planck                     | Conduttanza termica {\displaystyle \left[L\right]^{2}\left[M\right]\left[T\right]^{-3}\left[\Theta \right]^{-1}}         | {\displaystyle {G_{\Theta }}_{\text{P}}={\frac {k_{\text{B}}}{t_{\text{P}}}}={\sqrt {\frac {c^{5}k_{\text{B}}^{2}}{4\pi \hbar G}}}\simeq {\bf {A}}_{\text{P}}{\frac {2\pi }{\sqrt {\alpha }}}} | {\displaystyle {G_{\Theta }}_{\text{P}}={\frac {1}{{\Omega _{\Theta }}_{\text{P}}}}={\frac {k_{\text{B}}}{t_{\text{P}}}}={\sqrt {\frac {c^{5}k_{\text{B}}^{2}}{\hbar G}}}} | {\displaystyle 7,224190\cdot 10^{19}{\frac {\mathrm {W} }{\mathrm {K} }}}                                                                           | {\displaystyle 2,560909\cdot 10^{20}{\frac {\mathrm {W} }{\mathrm {K} }}}                                                                        |
| Resistività termica di Planck                     | Resistività termica {\displaystyle \left[L\right]^{-1}\left[M\right]^{-1}\left[T\right]^{3}\left[\Theta \right]}         | {\displaystyle {\frac {1}{{\lambda _{\Theta }}_{\text{P}}}}={\Omega _{\Theta }}_{\text{P}}l_{\text{P}}={\frac {l_{\text{P}}t_{\text{P}}}{k_{\text{B}}}}={\sqrt {\frac {16\pi ^{2}\hbar ^{2}G^{2}}{c^{8}k_{\text{B}}^{2}}}}}                                                                                             | {\displaystyle {\frac {1}{{\lambda _{\Theta }}_{\text{P}}}}={\Omega _{\Theta }}_{\text{P}}\,l_{\text{P}}={\frac {l_{\text{P}}t_{\text{P}}}{k_{\text{B}}}}={\sqrt {\frac {\hbar ^{2}G^{2}}{c^{8}k_{\text{B}}^{2}}}}} | {\displaystyle 7,930958\cdot 10^{-55}{\frac {m\cdot \mathrm {K} }{\mathrm {W} }}}                                                                   | {\displaystyle 6,311256\cdot 10^{-56}{\frac {m\cdot \mathrm {K} }{\mathrm {W} }}}                                                                |
| Conducibilità termica di Planck                   | Conducibilità termica {\displaystyle \left[L\right]\left[M\right]\left[T\right]^{-3}\left[\Theta \right]^{-1}}           | {\displaystyle {\lambda _{\Theta }}_{\text{P}}={\frac {P_{\text{P}}}{l_{\text{P}}\Theta _{\text{P}}}}={\sqrt {\frac {c^{8}k_{\text{B}}^{2}}{16\pi ^{2}\hbar ^{2}G^{2}}}}\simeq {\bf {B}}_{\text{P}}{\frac {2\pi }{\sqrt {\alpha }}}}                                                                                    | {\displaystyle {\lambda _{\Theta }}_{\text{P}}={\frac {P_{\text{P}}}{l_{\text{P}}\Theta _{\text{P}}}}={\sqrt {\frac {c^{8}k_{\text{B}}^{2}}{\hbar ^{2}G^{2}}}}\simeq {\bf {B}}_{\text{P}}{\frac {2\pi }{\sqrt {\alpha }}}}                                                                                              | {\displaystyle 1,260881\cdot 10^{54}{\frac {\mathrm {W} }{m\cdot \mathrm {K} }}}                                                                    | {\displaystyle 1,584471\cdot 10^{55}{\frac {\mathrm {W} }{m\cdot \mathrm {K} }}}                                                                 |
| Isolatore termico di Planck                       | Isolatore termico {\displaystyle \left[M\right]^{-1}\left[T\right]^{3}\left[\Theta \right]}                              | {\displaystyle {\frac {l_{\text{P}}}{{\lambda _{\Theta }}_{\text{P}}}}={\Omega _{\Theta }}_{\text{P}}l_{\text{P}}^{2}={\sqrt {\frac {64\pi ^{3}\hbar ^{3}G^{3}}{c^{11}k_{\text{B}}^{2}}}}} | {\displaystyle {\frac {l_{\text{P}}}{{\lambda _{\Theta }}_{\text{P}}}}={\Omega _{\Theta }}_{\text{P}}l_{\text{P}}^{2}={\sqrt {\frac {\hbar ^{3}G^{3}}{c^{11}k_{\text{B}}^{2}}}}} | {\displaystyle 4,54402\cdot 10^{-89}{\frac {m^{2}\cdot \mathrm {K} }{\mathrm {W} }}}                                                                | {\displaystyle 1,02006\cdot 10^{-90}{\frac {m^{2}\cdot \mathrm {K} }{\mathrm {W} }}}                                                             |
| Trasmittanza termica di Planck                    | Trasmittanza termica {\displaystyle \left[M\right]\left[T\right]^{-3}\left[\Theta \right]^{-1}}                          | {\displaystyle {\frac {{\lambda _{\Theta }}_{\text{P}}}{l_{\text{P}}}}={\frac {1}{{\Omega _{\Theta }}_{\text{P}}l_{\text{P}}^{2}}}={\sqrt {\frac {c^{11}k_{\text{B}}^{2}}{64\pi ^{3}\hbar ^{3}G^{3}}}}} | {\displaystyle {\frac {{\lambda _{\Theta }}_{\text{P}}}{l_{\text{P}}}}={\frac {1}{{\Omega _{\Theta }}_{\text{P}}l_{\text{P}}^{2}}}={\sqrt {\frac {c^{11}k_{\text{B}}^{2}}{64\pi ^{3}\hbar ^{3}G^{3}}}}} | {\displaystyle 2,200693\cdot 10^{88}{\frac {\mathrm {W} }{m^{2}\cdot \mathrm {K} }}}                                                                | {\displaystyle 9,803346\cdot 10^{89}{\frac {\mathrm {W} }{m^{2}\cdot \mathrm {K} }}}                                                             |
| Flusso termico di Planck                          | Intensità luminosa {\displaystyle \left[M\right]\left[T\right]^{-3}}                                                     | {\displaystyle {\phi _{q}}_{\text{P}}={\lambda _{\Theta }}_{\text{P}}\Theta _{\text{P}}=i_{\text{P}}={\frac {P_{\text{P}}}{l_{\text{P}}^{2}}}={\frac {c^{8}}{16\pi ^{2}\hbar G^{2}}}} | {\displaystyle {\phi _{q}}_{\text{P}}={\lambda _{\Theta }}_{\text{P}}\Theta _{\text{P}}=i_{\text{P}}={\frac {P_{\text{P}}}{l_{\text{P}}^{2}}}={\frac {c^{8}}{\hbar G^{2}}}} | {\displaystyle 8,795455\cdot 10^{119}{\frac {\mathrm {W} }{m^{2}}}}                                                                                 | {\displaystyle 1,388923\cdot 10^{122}{\frac {\mathrm {W} }{m^{2}}}}                                                                              |
| Località di Planck                                | Seconda radiazione di costante {\displaystyle \left[L\right]\left[\Theta \right]}                                        | {\displaystyle C_{2_{\text{P}}}={\Theta _{\text{P}}l_{\text{P}}}={\frac {C_{2}}{2\pi }}={\frac {hc}{2\pi \,{k}_{\text{B}}}}={\frac {{E}_{\text{P}}{l}_{\text{P}}}{{k}_{\text{B}}}}} | {\displaystyle C_{2_{\text{P}}}={\Theta _{\text{P}}l_{\text{P}}}={\frac {C_{2}}{2\pi }}={\frac {hc}{2\pi \,{k}_{\text{B}}}}={\frac {{E}_{\text{P}}{l}_{\text{P}}}{{k}_{\text{B}}}}} | {\displaystyle 0,002289885\;\mathrm {K} \cdot m} | {\displaystyle 0,002289885\;\mathrm {K} \cdot m}                                                                                                 |
| Località di Planck con costante di struttura fine | Seconda radiazione di costante {\displaystyle \left[L\right]\left[\Theta \right]}                                        | {\displaystyle C_{\alpha _{\text{P}}}={\frac {2\pi \Theta _{\text{P}}l_{\text{P}}}{\sqrt {\alpha }}}={\frac {C_{2}}{\sqrt {\alpha }}}={\frac {hc}{{\sqrt {\alpha }}{k}_{\text{B}}}}={\frac {2\pi {E}_{\text{P}}{l}_{\text{P}}}{{\sqrt {\alpha }}{k}_{\text{B}}}}\simeq q_{\text{P}}c^{2}}                               | {\displaystyle C_{\alpha _{\text{P}}}={\frac {2\pi \Theta _{\text{P}}l_{\text{P}}}{\sqrt {\alpha }}}={\frac {C_{2}}{\sqrt {\alpha }}}={\frac {hc}{{\sqrt {\alpha }}{k}_{\text{B}}}}={\frac {2\pi {E}_{\text{P}}{l}_{\text{P}}}{{\sqrt {\alpha }}{k}_{\text{B}}}}\simeq q_{\text{P}}c^{2}}                               | {\displaystyle 0,168427\;\mathrm {K} \cdot m} | {\displaystyle 0,168427\;\mathrm {K} \cdot m} |
| Costante di Stefan-Boltzmann di Planck            | Costante di proporzionalità {\displaystyle \left[M\right]\left[T\right]^{-3}\left[\Theta \right]^{-4}}                   | {\displaystyle \sigma _{_{\sigma }{\text{P}}}={\frac {{P}_{\text{P}}}{{l}_{\text{P}}^{2}{\Theta }_{\text{P}}^{4}}}={\frac {{k}_{\text{B}}^{4}}{{\hbar }^{3}{c}^{2}}}={\frac {{16}\pi ^{4}\hbar {c}^{2}}{C_{2}^{4}}}} | {\displaystyle \sigma _{_{\sigma }{\text{P}}}={\frac {{P}_{\text{P}}}{{l}_{\text{P}}^{2}{\Theta }_{\text{P}}^{4}}}={\frac {{k}_{\text{B}}^{4}}{{\hbar }^{3}{c}^{2}}}={\frac {{16}\pi ^{4}\hbar {c}^{2}}{C_{2}^{4}}}} | {\displaystyle 3,447174\cdot 10^{-7}{\frac {\mathrm {W} }{m^{2}\cdot \mathrm {K} ^{4}}}}                                                            | {\displaystyle 3,447174\cdot 10^{-7}{\frac {\mathrm {W} }{m^{2}\cdot \mathrm {K} ^{4}}}}                                                         |
| Proprietà radioattive                             | | | | | |
| Attività specifica di Planck                      | Attività specifica {\displaystyle \left[T\right]^{-1}}                                                                   | {\displaystyle {\frac {1}{t_{\text{P}}}}={\sqrt {\frac {c^{5}}{4\pi \hbar G}}}} | {\displaystyle {\frac {1}{t_{\text{P}}}}={\sqrt {\frac {c^{5}}{\hbar G}}}} | {\displaystyle 5,232458\cdot 10^{42}\mathrm {Bq} }                                                                                                  | {\displaystyle 1,854858\cdot 10^{43}\mathrm {Bq} }                                                                                               |
| Esposizione radioattiva di Planck                 | Radiazioni ionizzanti {\displaystyle \left[M\right]^{-1}\left[Q\right]}                                                  | {\displaystyle q_{r_{\text{s}}}={\frac {q_{\text{P}}}{m_{\text{P}}}}={\sqrt {\frac {2\pi {r_{\text{s}}}}{\mu _{0}}}}={\sqrt {\frac {G}{k_{e}}}}={\sqrt {4\pi \varepsilon _{0}G}}} | {\displaystyle q_{r_{\text{s}}}={\frac {q_{\text{P}}}{m_{\text{P}}}}={\sqrt {\frac {2\pi {r_{\text{s}}}}{\mu _{0}}}}={\sqrt {\frac {G}{k_{e}}}}={\sqrt {4\pi \varepsilon _{0}G}}} | {\displaystyle 8,617\;518\cdot 10^{-11}\;{\frac {\mathrm {C} }{kg}}}                                                                                | {\displaystyle 8,617\;518\cdot 10^{-11}\;{\frac {\mathrm {C} }{kg}}}                                                                             |
| Potenziale gravitazionale di Planck               | calorie specifiche {\displaystyle \left[L\right]^{2}\left[T\right]^{-2}}                                                 | {\displaystyle {\Phi _{_{G}}}_{\text{P}}={\frac {E_{\text{P}}}{m_{\text{P}}}}=c^{2}} | {\displaystyle {\Phi _{_{G}}}_{\text{P}}={\frac {E_{\text{P}}}{m_{\text{P}}}}=c^{2}} | {\displaystyle 89.875.517.873.681.764\;{\frac {\mathrm {J} }{kg}}}                                                                                  | {\displaystyle 89.875.517.873.681.764\;{\frac {\mathrm {J} }{kg}}}                                                                               |
| Dose assorbita di Planck                          | Dose assorbita {\displaystyle \left[L\right]^{2}\left[T\right]^{-2}}                                                     | {\displaystyle {\Phi _{_{G}}}_{\text{P}}={\frac {E_{\text{P}}}{m_{\text{P}}}}=c^{2}} | {\displaystyle {\Phi _{_{G}}}_{\text{P}}={\frac {E_{\text{P}}}{m_{\text{P}}}}=c^{2}} | {\displaystyle 8,987552\cdot 10^{16}\;\mathrm {Gy} }                                                                                                | {\displaystyle 8,987552\cdot 10^{16}\;\mathrm {Gy} }                                                                                             |
| Velocità di dose assorbita di Planck              | Velocità di dose assorbita {\displaystyle \left[L\right]^{2}\left[T\right]^{-3}}                                         | {\displaystyle {\frac {{\Phi _{_{G}}}_{\text{P}}}{t_{\text{P}}}}={\sqrt {\frac {c^{9}}{4\pi \hbar G}}}} | {\displaystyle {\frac {{\Phi _{_{G}}}_{\text{P}}}{t_{\text{P}}}}={\sqrt {\frac {c^{9}}{\hbar G}}}} | {\displaystyle 4,702700\cdot 10^{59}\;{\frac {\mathrm {Gy} }{s}}}                                                                                   | {\displaystyle 1,667064\cdot 10^{60}\;{\frac {\mathrm {Gy} }{s}}}                                                                                |
| Proprietà dei buchi neri                          | | | | | |
| Massa lineare di Planck                           | Massa lineare {\displaystyle \left[M\right]\left[L\right]^{-1}}                                                          | {\displaystyle {l_{r}}_{\text{s}}^{-1}={\frac {m_{\text{P}}}{l_{\text{P}}}}={\frac {2}{4\pi r_{s}}}={\frac {c^{2}}{4\pi G}}} | {\displaystyle {l_{r}}_{\text{s}}^{-1}={\frac {m_{\text{P}}}{l_{\text{P}}}}={\frac {2}{r_{s}}}={\frac {c^{2}}{G}}} | {\displaystyle 1,071583\cdot 10^{26}\;{\frac {kg}{m}}}                                                                                              | {\displaystyle 1,346591\cdot 10^{27}\;{\frac {kg}{m}}}                                                                                           |
| Impedenza meccanica di Planck                     | Impedenza meccanica {\displaystyle \left[M\right]\left[T\right]^{-1}}                                                    | {\displaystyle {t_{r}}_{\text{s}}^{-1}={\frac {m_{\text{P}}}{t_{\text{P}}}}={\frac {2c}{4\pi r_{s}}}={\frac {c^{3}}{4\pi G}}} | {\displaystyle {t_{r}}_{\text{s}}^{-1}={\frac {m_{\text{P}}}{l_{\text{P}}}}={\frac {2c}{r_{s}}}={\frac {c^{3}}{G}}} | {\displaystyle 3,212525\cdot 10^{34}\;{\frac {kg}{s}}}                                                                                              | {\displaystyle 4,036978\cdot 10^{35}\;{\frac {kg}{s}}}                                                                                           |
| Gravità di superficie                             | Gravità di superficie {\displaystyle \left[L\right]\left[M\right]\left[T\right]^{-2}}                                    | {\displaystyle {a_{r}}_{\text{s}}\equiv {\frac {1}{4M}}\equiv {\frac {F_{\text{P}}}{{m_{r}}_{\text{s}}}}={\frac {m_{\text{P}}c}{t_{\text{P}}}}={\frac {c^{4}}{4\pi G}}} | {\displaystyle {a_{r}}_{\text{s}}\equiv {\frac {1}{4M}}\equiv {\frac {F_{\text{P}}}{{m_{r}}_{\text{s}}}}={\frac {m_{\text{P}}c}{t_{\text{P}}}}={\frac {c^{4}}{G}}} | {\displaystyle 9,630908\cdot 10^{42}{\frac {kg\cdot m}{s^{2}}}}                                                                                     | {\displaystyle 1,210256\cdot 10^{44}{\frac {kg\cdot m}{s^{2}}}}                                                                                  |
| Costante di accoppiamento di Planck               | Teoria dell'informazione (adimensionale)                                                                                 | {\displaystyle {\alpha _{G}}_{\text{P}}={m_{r}}_{\text{s}}^{2}=\left({\frac {m_{\text{P}}}{m_{\text{P}}}}\right)^{2}={\frac {4\pi Gm_{\text{P}}^{2}}{\hbar c}}} | {\displaystyle {\alpha _{G}}_{\text{P}}={m_{r}}_{\text{s}}^{2}=\left({\frac {m_{\text{P}}}{m_{\text{P}}}}\right)^{2}={\frac {Gm_{\text{P}}^{2}}{\hbar c}}} | 1 | 1 |
| Limite di Bekenstein di Planck                    | Teoria dell'informazione (adimensionale)                                                                                 | {\displaystyle {I_{_{bits}}}_{\text{P}}\leq {\frac {2\pi {\alpha _{G}}_{\text{P}}}{\log[2]}}={\frac {2\pi l_{\text{P}}E_{\text{P}}}{\hbar c}}} | {\displaystyle {I_{_{bits}}}_{\text{P}}\leq {\frac {2\pi {\alpha _{G}}_{\text{P}}}{\log[2]}}={\frac {2\pi l_{\text{P}}E_{\text{P}}}{\hbar c}}} | {\displaystyle 9,064720\ldots \mathrm {bits} }{\displaystyle \approx 2^{3,18}} {\displaystyle \approx 1,133\,\mathrm {bytes} }                      | {\displaystyle 9,064720\ldots \mathrm {bits} }{\displaystyle \approx 2^{3,18}} {\displaystyle \approx 1,133\,\mathrm {bytes} }                   |
| Rapporto massa-massa di Planck                    | Teoria dell'informazione (adimensionale)                                                                                 | {\displaystyle {m_{r}}_{\text{s}}={\frac {m_{\text{P}}}{m_{\text{P}}}}} | {\displaystyle {m_{r}}_{\text{s}}={\frac {m_{\text{P}}}{m_{\text{P}}}}} | {\displaystyle 1} | {\displaystyle 1} |
| Unità di Planck                                   | Unita di Planck (adimensionale)                                                                                          | {\displaystyle {\sqrt {{\alpha _{G}}_{\text{P}}}}={m_{r}}_{\text{s}}={\frac {m_{\text{P}}}{m_{\text{P}}}}} | {\displaystyle {\sqrt {{\alpha _{G}}_{\text{P}}}}={m_{r}}_{\text{s}}={\frac {m_{\text{P}}}{m_{\text{P}}}}} | {\displaystyle 1} | {\displaystyle 1} |

Nota: {\displaystyle k_{e}} è la costante di Coulomb, {\displaystyle \mu _{0}} è la permeabilità nel vuoto, {\displaystyle Z_{0}} è l'impedenza di spazio libero, {\displaystyle Y_{0}} è l'ammissione di spazio libero, {\displaystyle R} è la costante dei gas.
Nota: {\displaystyle N_{\text{A}}} è la costante di Avogadro, anch'essa normalizzata a {\displaystyle 1} in entrambe le versioni di unità di Planck.